# Chrysolina nigrorugosa
Chrysolina nigrorugosa é uma espécie de artrópode pertencente à família Chrysomelidae.